# Kontact
Kontact ist ein Personal Information Manager bzw. E-Mail- und Groupware-Client. Entwickelt wird die plattformübergreifende Anwendung von KDE.
Ein Nutzer von Kontact kann entweder eine integrierte grafische Oberfläche starten, welche alle Funktionen für E-Mail, Adressbuch, Termine, Notizen, Aufgaben etc. enthält, oder Einzelanwendungen. Sie alle greifen auf die gleichen Einstellungen und Daten zurück. Kontact ist ein Referenz-Client der Groupware Kolab, bietet insbesondere auch sichere Ende-zu-Ende Verschlüsselung und einen Offlinebetrieb.
Kontact sieht eine modulare Anbindung der Programme vor, wodurch sich auch in Zukunft weitere Module entwickeln und anfügen lassen, ohne Kontact dafür zu ändern. Dies bietet die Möglichkeit, privat entwickelte Module einzubinden und so die Groupware grundlegend eigenen Bedürfnissen anzupassen.
Im August 2015 wurde Kontact komplett auf die KDE Frameworks 5 portiert und zunächst als Entwicklervorschau („technology preview“) im Rahmen von KDE Applications 15.08 veröffentlicht. Mit der Veröffentlichung von KDE Applications 16.04 im April 2016 und nach der Beseitigung einer großen Anzahl von Softwarefehlern wurde Kontact 5 dann für den produktiven Einsatz freigegeben (unter anderem in Kubuntu 16.04).
Seit 2016 wird die umfassende plattformübergreifende Groupware Kube im Rahmen des KDE-Projekts unter Federführung der Kolab Systems AG neu entwickelt, die Teile von Kontact verwendet und als eine Art „Schwesterprojekt“ gesehen werden kann.

## Komponenten
Kontact entstand aus der Überlegung heraus, dass es in der KDE-Umgebung bis dahin keinen Groupware-Client gab. Da aber bereits viele Einzelprogramme zur Verfügung standen, die zusammen alle benötigten Funktionen für einen Groupware-Client bereitstellen, entschied man sich, diese in einem Programm zu bündeln. Dabei wurde aber von Anfang an Wert darauf gelegt, dass weiterhin die Möglichkeit besteht, alle Programme auch einzeln zu starten. So entstand Kontact, das erstmals in KDE 3.2 enthalten war. In der komponentenunabhängigen Startansicht werden zum Beispiel ungelesene E-Mails oder aktuelle Termine angezeigt.
Kontacts Funktionen hängen vor allen Dingen von den Funktionen der Programme ab, die dort eingebunden werden können:
- KMail als Mailclient
- KAddressbook als Adressverwaltung
- KOrganizer als Termin- und Todolistenverwalter
- KNotes zur Merkzettel-Verwaltung
- Akregator als Nachrichtensammler
- KitchenSync zur Synchronisation von Kontakten u. a. (verwendet OpenSync)
- KNode als Newsreader (Usenet)
- KNewsTicker als Newsticker
- KWeather zur Wetteranzeige

Kontact erleichtert so das Arbeiten, da nicht mehrere Programme einzeln gestartet werden müssen, um E-Mails zu lesen, Adressen zu verwalten und Termine zu planen.

### KAddressbook

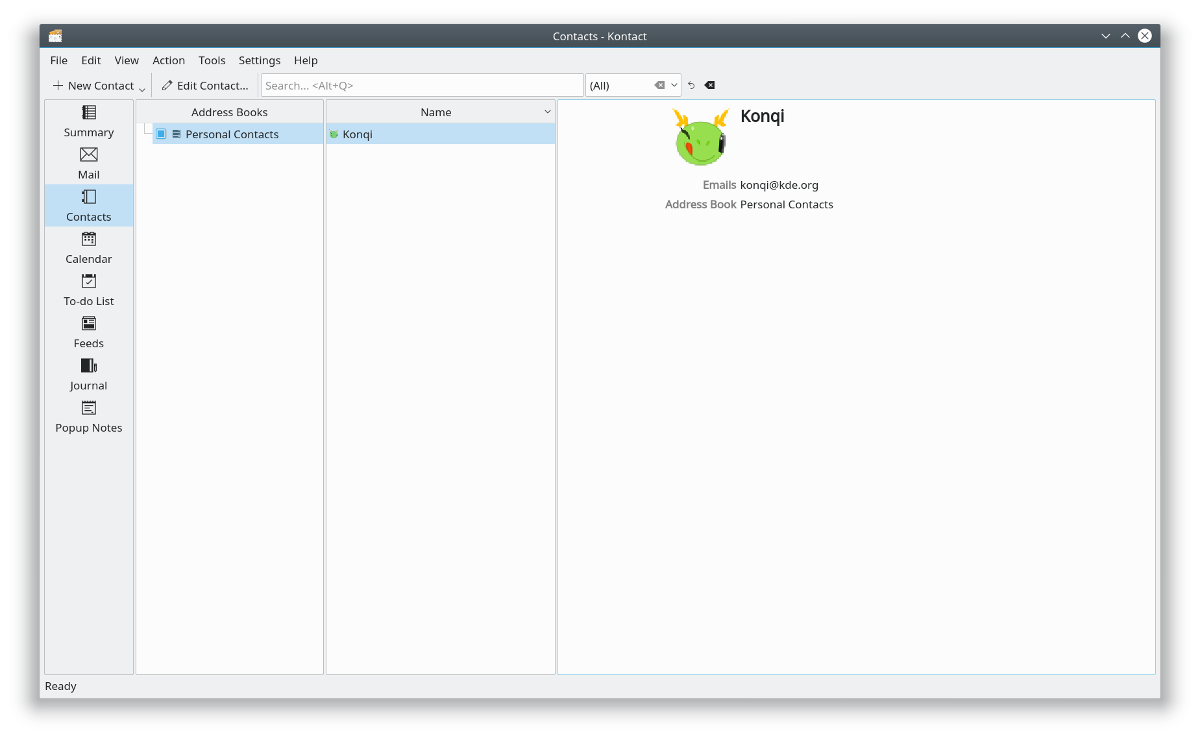
KAddressbook

KAddressbook ist die Adressverwaltung der grafischen Benutzeroberfläche KDE.
Neben Namen, Adressen und Telefonnummern können in KAdressbook auch Bilder, Geburts- und Jahrestage, Informationen über Instant Messaging Adressen oder über spezielle Kryptographie-Informationen für den Austausch verschlüsselter Mails hinterlegt werden. Ein Import und Export der Informationen in vielen verschiedenen Dateiformaten ist ebenfalls möglich.
Ein Team von Entwicklern hat auch eine Version geschrieben, die auch auf anderen Systemen (wie zum Beispiel Windows) läuft.

### KMail

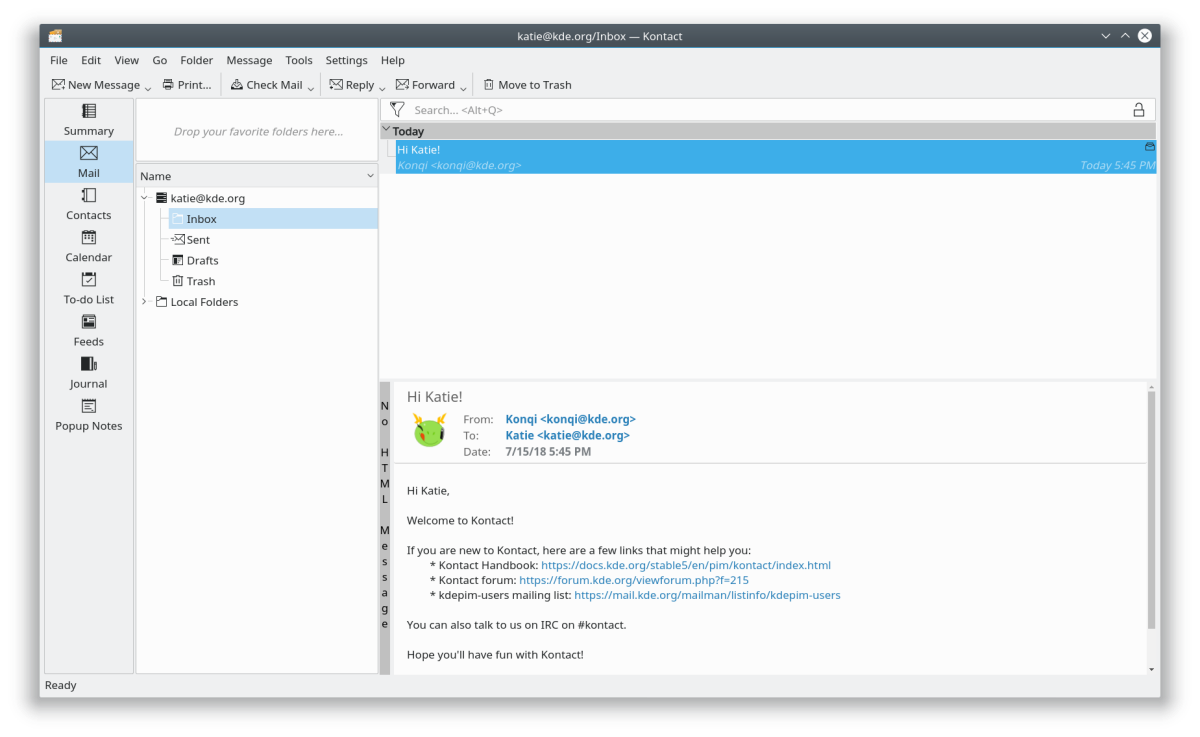
KMail

KMail verfügt über eine Reihe von Funktionen, die bei anderen Programmen gleicher Art nicht zu finden sind. So kann KMail E-Mails sowohl im mbox-Format wie auch im Maildir-Format speichern und so an besondere Bedürfnisse angepasst werden. Ebenso kann KMail verschiedene Virenscanner und Spamfilter mit Hilfe eines auf einfache Benutzbarkeit konzipierten grafischen Assistenten einrichten, der die entsprechenden zur Verfügung stehenden Scanner und Filter automatisch erkennt. Die Identifizierung der unerwünschten oder verseuchten E-Mails überlässt KMail dabei vollständig den eingebundenen Programmen. Auf diesem Weg ist es auch möglich, KMail mit einem Phishing-Schutz auszurüsten, wenn dies von einem Virenscanner unterstützt wird, wie es z. B. bei ClamAV der Fall ist.
Ein weiterer Unterschied sind die Sicherheitsmerkmale. KMail kann die Fähigkeiten zur kryptografischen Verschlüsselung durch Module erweitern. Neben den Standardmodulen zur S/MIME- und OpenPGP-Unterstützung können beliebige andere Module nachgeladen werden, um die Fähigkeiten von KMail zu erweitern. Auch kann das Anzeigen von HTML-formatierten E-Mails oder das Nachladen von Daten aus dem Internet durch E-Mails nur unter bestimmten Bedingungen erlaubt werden.
Weitere Merkmale sind:
- Unterstützung von POP3, SMTP, lokalen Mail Transfer Agents und (Disconnected) IMAP sowie lokalen Mailboxen[9]
- Import von E-Mails aus Outlook Express, Pegasus Mail, Netscape Mail etc.
- Import von Adressbüchern aus Outlook, Pegasus Mail, Eudora und Netscape LDIF (LDAP-Format)
- vielfältige Filtermöglichkeiten
- Anzeige des Signaturstatus durch Farben (z. B. rot – ungültige oder unbekannte Signatur)
- Einbindung des KDE-Adressbuchs
- Unterstützung von Mailinglisten (u. a. Anzeige der Mails in Threads)
- intelligentes zitieren (Text markieren, auf Antworten drücken, nur markierter Text wird in Antwort übernommen)
- Suche in den Mails nach verschiedensten Kriterien, Anzeige der Ergebnisse in virtuellen Ordnern
- Anzeige der Mime-Struktur einer E-Mail
- Unterstützung mehrerer Identitäten (Absender und Empfänger)

KMail bekam 2004 zusammen mit mutt von der Linux New Media AG den Linux New Media Award in der Kategorie „Bester Mail-Client“.
Mit der Veröffentlichung der Version 4.6 der KDE Software Compilation 4 im Juni 2011 wurde das neu bezeichnete „KMail 2“ eingeführt. Die Ziffer „2“ dient zur Verdeutlichung eines großen Technologiewechsels, weil KMail 2 neu auf dem Akonadi-Datenverwaltungsdienst aufbaute.

### KNode
KNode ist ein Newsreader, der für die Desktop-Umgebung KDE entwickelt wurde. Es wurde mit dem Ziel entwickelt, auch unerfahrenen Nutzern einen Zugriff auf das Usenet zu ermöglichen. Im Vordergrund stehen deshalb eine einfache und intuitive Bedienbarkeit und eine solide Funktionalität.

### KNotes
KNotes ist ein Programm für den KDE-Desktop, um die gelben Notizzettel, die oft rund um den Bildschirm angeordnet sind, zu ersetzen. Dafür erstellt es virtuelle farbige Notizzettel direkt auf dem Desktop, die mit beliebigen Informationen ausgestattet werden können.
Die Notizen werden beim Beenden des Programms automatisch gespeichert und beim Neustart wieder geladen und angezeigt.
Sie verwenden frei einstellbare Farben und Schriftarten. Es können sowohl die Standardeinstellungen als auch die Einstellungen für einzelne Notizen verändert werden.
Wenn die entsprechenden Einstellungen vorgenommen sind, können die Notizen auch gedruckt oder per E-Mail versendet werden.

### Akregator

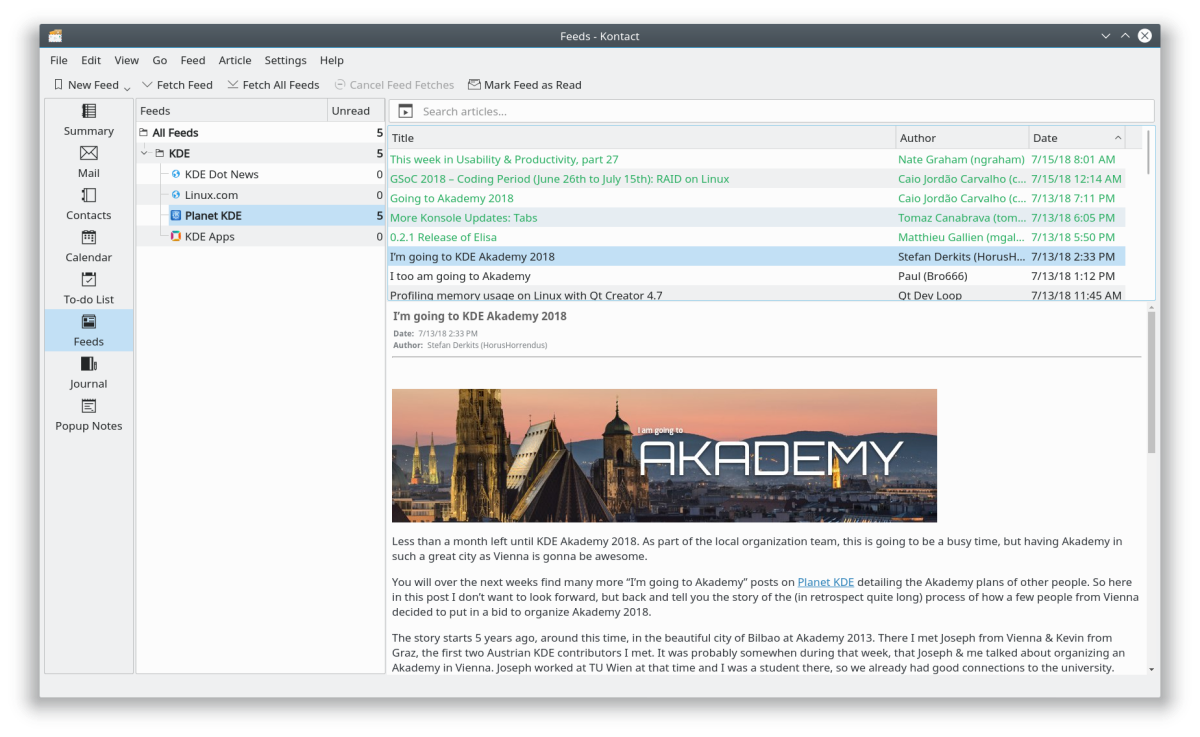
Planet KDE Aggregator

Akregator ist ein Feedreader, der Web-Feeds in den Formaten RSS und Atom anzeigen und verwalten kann. Die Anzeige geschieht entweder über eine vereinfachte Textdarstellung oder eine eingebettete KHTML-Komponente. Der Aufruf eines externen Webbrowsers zur Darstellung eines Artikels ist ebenfalls einfach möglich.
Der Benutzer kann unterschiedliche Archivierungszeiträume für einzelne Feeds festlegen und einzelne Einträge als wichtig markieren. Die so markierten Einträge werden auch nach Ablauf der festgelegten Archivierungsdauer nicht automatisch gelöscht.

### KOrganizer

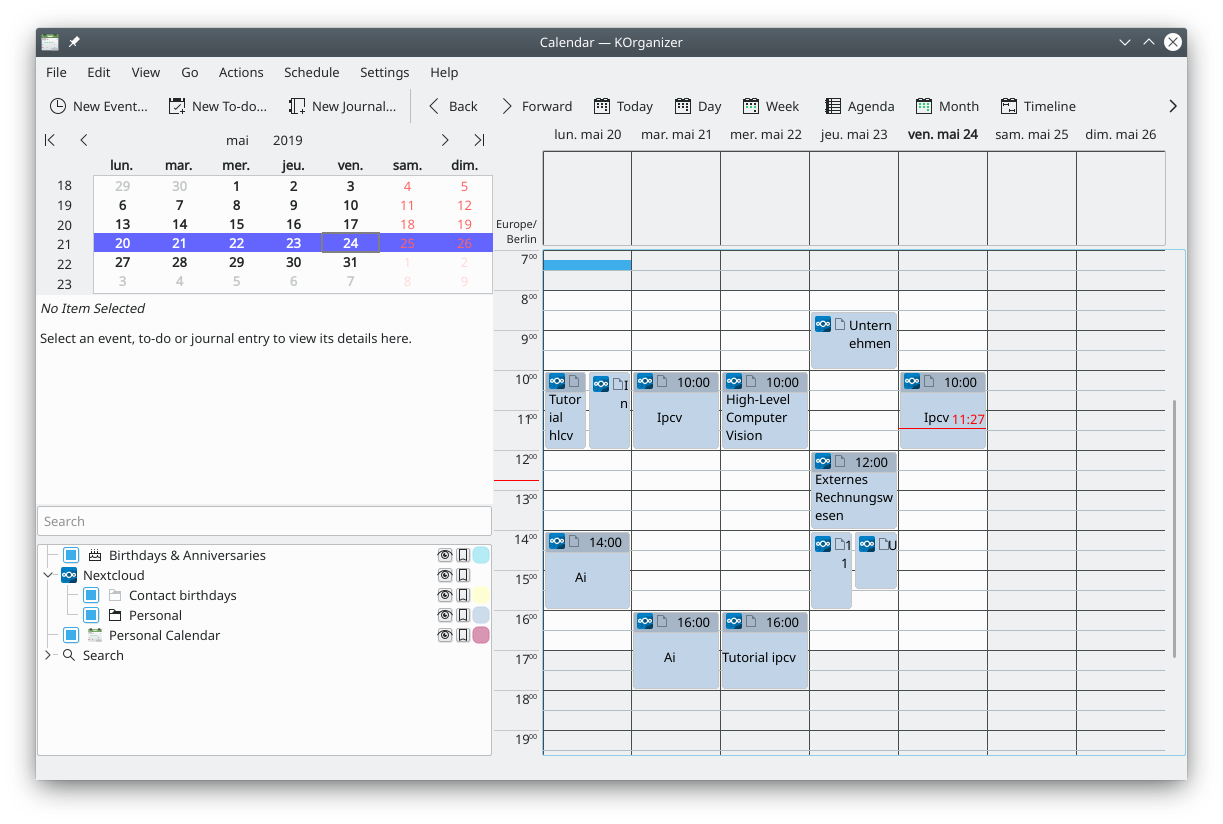
Wochenansicht eines in Nextcloud gespeicherten Kalenders

KOrganizer ist die Kalender- und Terminverwaltung in Kontact. Es können mehrere Kalenderressourcen angelegt und einzeln oder gemeinsam angezeigt werden. Die Ressourcen müssen nicht alle lokal gespeichert sein, sondern können auch von externen Rechnern eingebunden werden. Es besteht auch die Möglichkeit, Geburtstage aus dem KAddressbook anzuzeigen.

## Kontact für Windows
Der Personal Information Manager Kontact wird auch von der Kolab Systems AG für das Betriebssystem Windows in der Version Kolab Kontact Enterprise 14 (Stand: Februar 2017) bereitgestellt (die enthaltene Version von KDE Kontact ist 4.13).

## Geschichte
Die erste Veröffentlichung von KMail (Version 0.5.7) tätigte Stefan Taferner Anfang 1998. KMail wurde von Don Sanders modifiziert, um sich als eine Komponente unter der gemeinsamen Oberfläche von Kontact in die KDE-PIM-Suite einzufügen, die am 3. Februar 2004 als Teil von KDE 3.2 freigegeben wurde.